# Pontagna
Pontagna is een plaats (frazione) in de Italiaanse gemeente Temù.